# Деревеньки (Калужская область)
Деревеньки — деревня в Боровском районе Калужской области. Входит в состав сельского поселения «Деревня Асеньевское».

## География
Рядом Абрамовская слобода.

## Население
| 2002 | 2010 |
| ---- | ---- |
| 6    | ↘4   |

## История
В 1782 году сельцо Деревеньки Якова Григорьевича Жемчужникова, в верховьях речки Литвиновки и оврага Юрьевский.
В 1886 году открылась Деревеньковская церковно-приходская школа  прихода Успенской церкви села Николо-Лужецкое Боровского уезда.